# Sułtanat Bambao
Sułtanat Bambao – historyczne państwo leżące na terenie dzisiejszych Komorów, na wyspie Wielki Komor. Jego stolicą i głównym ośrodkiem było Iconi.

## Historia
Sułtanat powstał w średniowieczu, gdy na Komory przybyli arabo-szirazyjczycy, a ich klany przeistoczyły się w dynastie panujące. Iconi zostało centrum jednego z sułtanatów, roszczącego sobie prawa do części Wielkiego Komoru. W mieście powstał wówczas pałac sułtanów.
W 1886 roku sułtan Bambao, Said Ali bin Said Omar, zjednoczył wyspę i przyjął tytuł sułtana Wielkiego Komoru. Oznaczało to koniec niezależnego sułtanatu Bambao.